# Вегерчук Євген Антонович
Євген Антонович Вегерчук (1931 — ?, Донецька область) — український радянський діяч, голова виконкому Красноторської селищної Ради Краматорської міської ради Донецької області. Депутат Верховної Ради УРСР 9-го скликання.

## Біографія
З 1948 р. — токар Старокраматорського машинобудівного заводу Сталінської області. 
Служив у Радянській армії. Після демобілізації працював токарем Новокраматорського машинобудівного заводу Сталінської області.
Освіта вища. Закінчив Донецький державний університет.
У 1957 — 1969 р. — вчитель історії та суспільствознавства середньої школи в Донецькій області.
Член КПРС з 1963 року.
З 1969 р. — голова виконавчого комітету Красноторської селищної Ради депутатів трудящих Краматорської міської ради Донецької області.

## Нагороди
- ордени
- медалі